# Eleições estaduais em Santa Catarina em 2018
As eleições estaduais em Santa Catarina em 2018 foram realizadas em 7 de outubro como parte das eleições gerais no Brasil. Os catarinenses aptos a votar elegeram seus representantes na seguinte proporção: dezesseis deputados federais, dois senadores, quarenta deputados estaduais, e o governador para o mandato de 1° de janeiro de 2019 a 1 de janeiro de 2023. De acordo com a legislação eleitoral, como nenhum dos candidatos ao cargo de governador atingiu mais de 50% dos votos válidos, um segundo turno foi realizado em 28 de outubro, com Carlos Moisés eleito com 71,09% dos votos válidos.

## Contexto

### Governo Raimundo Colombo
Reeleito no primeiro turno em 2014, o lageano Raimundo Colombo conduziu uma administração  popular, cujo foco de investimentos foi a ampliação e aprimoramento da infraestrutura. Através do plano Pacto por Santa Catarina, promoveu-se uma série de obras estruturantes pelo estado, destacando-se a construção da Ponte Anita Garibaldi, a restauração da Ponte Hercílio Luz e a duplicação de algumas rodovias (como a SC-403, a SC-480 e vários trechos da BR-101). O financiamento dessas obras também se inseriu no projeto PAC do Governo Dilma, ao qual Raimundo Colombo se mostraria deferente desde sua adesão ao PSD – mesmo que proviesse de um estado até então oposicionista ao Partido dos Trabalhadores.
No entanto, sua gestão não escapou das acusações de corrupção e improbidade que marcaram o debate público durante as investigações da Operação Lava Jato e durante a crise política que levou ao impeachment de Dilma Rousseff – tendo sido incluído tanto na delação de Ricardo Saud, ex-diretor de relações institucionais do Grupo JBS, como na delação do ex-diretor ambiental da Odebrecht (atual Novonor), Fernando Cunha Reis.
Em fevereiro de 2018, Colombo deixou o governo do estado ao seu vice, Eduardo Pinho Moreira (MDB), almejando disputar uma vaga no Senado Federal.

### Morte de Luiz Henrique da Silveira
Em 2015, o senador da República e peemedebista histórico, Luiz Henrique da Silveira, faleceu em Joinville. Luiz Henrique havia sido governador do estado por duas ocasiões e articulou a chamada Tríplice Aliança entre PFL/DEM, PMDB e PSDB para combater o grupo pepista de Esperidião Amin. Essa coalizão se consolidou como um dos eixos principais da política catarinense desde o governo Luiz Henrique da Silveira e alçou Raimundo Colombo ao governo em 2010. Em 2011, quando da fundação do PSD, o diretório do DEM em Santa Catarina foi completamente esvaziado pela dissidência liderada por Colombo, substituindo-lhe na Tríplice Aliança.

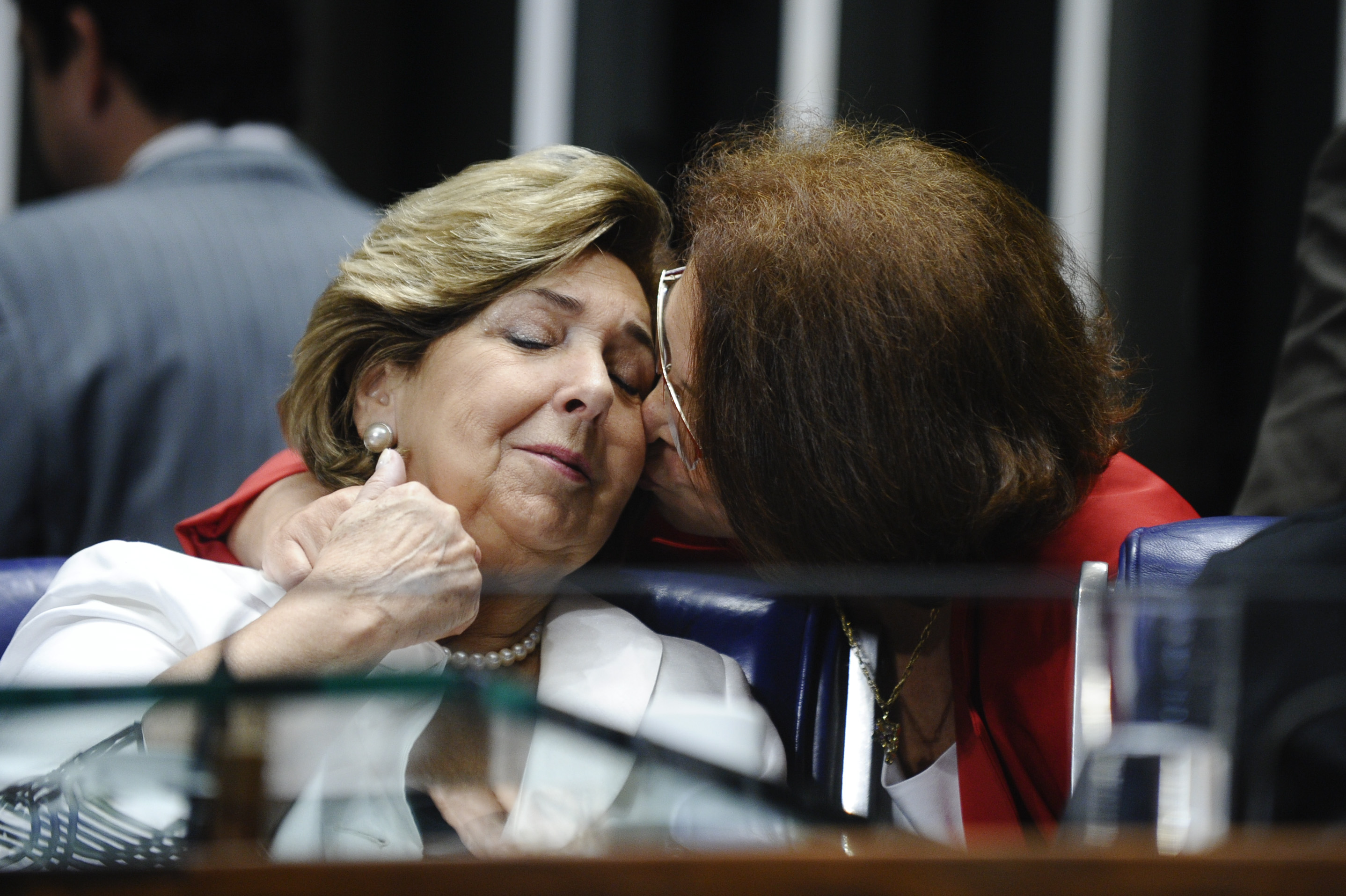
Ex-senadora Ideli Salvatti (PT-SC) conforta a ex-primeira dama catarinense Ivete da Silveira (MDB) no plenário do Senado federal durante uma solenidade especial pelo falecimento do Sen. Luiz Henrique da Silveira.

Assim, com a morte do senador Luiz Henrique, muitos vínculos entre o PSD e o MDB no estado foram dissolvidos. A fratura entre os dois grupos começa a aparecer em 2017, quando prefeitos e deputados emedebistas acusaram o governo Colombo de beneficiar prefeituras comandadas pelo PP em convênios estaduais.
Durante as articulações para a eleição de 2018, o PP chegou a lançar a candidatura própria de Amin a governador, mas logo compôs com os pessedistas pela vaga ao Senado federal na chapa conduzida pelo ex-presidente da Assembleia Legislativa, Gelson Merisio (PSD). Esta candidatura albergaria também a indicação do ex-governador Raimundo Colombo (PSD) à segunda vaga de senador, bem como a do ex-prefeito de Blumenau, João Paulo Kleinübing (DEM), à posição de vice-governador.
O MDB, por outro lado, aliou-se aos tucanos indicando o deputado federal Mauro Mariani ao governo com o ex-prefeito de Blumenau, Napoleão Bernardes (PSDB), como vice; e Paulo Bauer (PSDB) e Jorginho Mello (PR) para o Senado. 

## Campanha

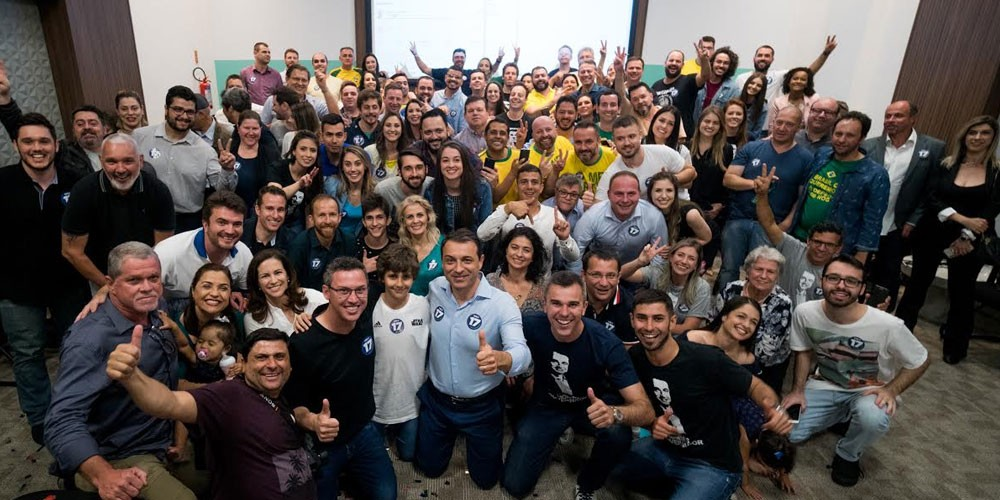
Comício do candidato do PSL, Carlos Moisés (conhecido durante a campanha como Comandante Moisés).

O sentimento anti-político nacional, influenciou a disputa estadual em Santa Catarina em 2018. Com um eleitorado tradicionalmente situado à oposição dos governos petistas, Santa Catarina era um dos poucos estados em que a candidatura do ex-presidente Luiz Inácio Lula da Silva (PT) não lograva maioria perante o candidato de extrema-direita Jair Bolsonaro (PSL). Mesmo assim, a desconfiança dos tradicionais grupos políticos permitiu que o PT liderasse algumas pesquisas no início da campanha.
Não obstante, com as dificuldades da candidatura de Geraldo Alckmin (PSDB), muitos dos palanques regionais que estavam coligados com o tucano foram se desfazendo – e Santa Catarina não foi diferente. No estado, o PSDB estava coligado com Mauro Mariani (MDB), mas o MDB possuía candidato próprio, o Ministro da Fazenda, Henrique Meirelles; ao passo que o rival de Mariani, Gelson Merísio (PSD), era de um partido que integrava a coalizão de Alckmin nacionalmente.
Eventualmente, a polarização estadual foi se nacionalizando e, no final de setembro, Merisio anunciou que votaria em Jair Bolsonaro, por entender tratar-se de "uma questão de coerência com o que deseja Santa Catarina". Com a expressiva votação de Bolsonaro e do PSL para as bancadas de deputado federal e estadual em Santa Catarina em 2018, muitos eleitores optaram pelo candidato do Partido Social-Liberal para o governo estadual, por mais que Carlos Moisés (PSL) nunca tivesse ocupado cargo público e fosse desconhecido do grande público.

## Candidatos

### Governador
| Candidato(a) a governador(a) | Candidato(a) a governador(a) | Candidato(a) a governador(a) | Candidato(a) a vice-governador(a) | Nº | Coligação                                                                                    |
| ---------------------------- | ---------------------------- | ---------------------------- | --------------------------------- | -- | -------------------------------------------------------------------------------------------- |
|                              |                              | Décio Lima PT                | Alcimar Oliveira PT               | 13 | —                                                                                            |
|                              |                              | Mauro Mariani MDB            | Napoleão Bernardes PSDB           | 15 | Santa Catarina Quer Mais (MDB, PSDB, PR, PTB, PPS, AVANTE, DC, PRTB, PTC)                    |
|                              |                              | Ingrid Assis PSTU            | Ederson da Silva PSTU             | 16 | —                                                                                            |
|                              |                              | Carlos MoisésPSL             | Daniela Reinehr PSL               | 17 | —                                                                                            |
|                              |                              | Rogério Portanova REDE       | Regina Santos REDE                | 18 | —                                                                                            |
|                              |                              | Leonel Camasão PSOL          | Caroline Bellaguarda PCB          | 50 | Um Caminho pra Gente (PSOL, PCB)                                                             |
|                              |                              | Jessé Pereira PATRI          | Danny César Jumes PATRI           | 51 | Santa Catarina em Primeiro Lugar (PATRI, PMN)                                                |
|                              |                              | Gelson Merisio PSD           | João Paulo Kleinübing DEM         | 55 | Aqui é Trabalho (PSD, DEM, PP, PSB, PDT, PRB, PCdoB, PODE, PSC, SD, PROS, PV, PHS, PRP, PPL) |

#### Candidaturas indeferidas
Em agosto, Ângelo Castro, candidato ao governo de Santa Catarina pelo PCO, teve o registro de sua candidatura impugnado pelo Ministério Público Eleitoral por ter usado nota fiscal de um hotel em que ficou hospedado, preenchida com valores superiores aos que eram pagos, configurando uma vantagem indevida. Ainda cabe recurso ao TRE estadual, e o candidato apresentou, em 10 de setembro, sua defesa contra a impugnação.

### Senador
| Candidato(a) a senador | Candidato(a) a senador | Candidato(a) a senador | Candidatos a suplente | Candidatos a suplente   | Candidatos a suplente | Candidatos a suplente  | Nº  | Coligação                                                                                    |
| Candidato(a) a senador | Candidato(a) a senador | Candidato(a) a senador | Primeiro              | Primeiro                | Segundo               | Segundo                | Nº  | Coligação                                                                                    |
| ---------------------- | ---------------------- | ---------------------- | --------------------- | ----------------------- | --------------------- | ---------------------- | --- | -------------------------------------------------------------------------------------------- |
|                        |                        | Miriam Prochnow REDE   |                       | Nelson Zunino REDE      |                       | Margarete Cecconi REDE | 181 | —                                                                                            |
|                        |                        | Diego Mezzogiorno REDE |                       | Heli Schlickmann REDE   |                       | Alexandre Lemos REDE   | 188 | —                                                                                            |
|                        |                        | Andrea Carvalho PCO    |                       | Marina Nienow PCO       |                       | Ronaldo Loureiro PCO   | 290 | —                                                                                            |
|                        |                        | Raimundo Colombo PSD   |                       | Jandir Bellini PP       |                       | Narcizo Parisotto PSC  | 555 | Aqui é Trabalho (PSD, DEM, PP, PSB, PDT, PRB, PCdoB, PODE, PSC, SD, PROS, PV, PHS, PRP, PPL) |
|                        |                        | Esperidião Amin PP     |                       | Geraldo Althoff PSD     |                       | Denise Santos PSD      | 111 | Aqui é Trabalho (PSD, DEM, PP, PSB, PDT, PRB, PCdoB, PODE, PSC, SD, PROS, PV, PHS, PRP, PPL) |
|                        |                        | Lucas Esmeraldino PSL  |                       | Marcelo Brigadeiro PSL  |                       | Marco de Carvalho PSL  | 177 |                                                                                              |
|                        |                        | Pedro Cabral PSOL      |                       | Francisco Cordeiro PSOL |                       | Robson Ceron PSOL      | 500 | Um Caminho pra Gente (PSOL, PCB)                                                             |
|                        |                        | Antônio Campos PSOL    |                       | Ademir Kuhn PSOL        |                       | Dilene Trevisol PSOL   | 505 | Um Caminho pra Gente (PSOL, PCB)                                                             |
|                        |                        | Ricardo Lautert PSTU   |                       | Roque Pegoraro PSTU     |                       | Pedro Rogel PSTU       | 160 | —                                                                                            |
|                        |                        | Paulo Bauer PSDB       |                       | Casildo Maldaner MDB    |                       | Sandro Giassi PSDB     | 456 | Santa Catarina Quer Mais (MDB, PSDB, PR, PTB, PPS, AVANTE, DC, PRTB, PTC)                    |
|                        |                        | Jorginho Mello PR      |                       | Ivete da Silveira MDB   |                       | Beto Martins PSDB      | 222 | Santa Catarina Quer Mais (MDB, PSDB, PR, PTB, PPS, AVANTE, DC, PRTB, PTC)                    |
|                        |                        | Roberto Salum PMN      |                       | Airton Zanella PMN      |                       | Ailson Barroso PATRI   | 331 | Santa Catarina em Primeiro Lugar (PATRI, PMN)                                                |
|                        |                        | Ideli Salvatti PT      |                       | Mariluci Deschamps PT   |                       | Derci Pasqualotto PT   | 130 | —                                                                                            |
|                        |                        | Lédio Rosa PT          |                       | Vanio dos Santos PT     |                       | Írio Correia PT        | 131 | —                                                                                            |

#### Candidaturas indeferidas
Andréa Carvalho, candidata pelo Partido da Causa Operária, cujos suplentes seriam Marina Nienow (PCO) e Ronaldo Loureiro (PCO), teve a sua candidatura indeferida pela Justiça Eleitoral.[carece de fontes?]

## Resultados

### Governo
| Candidato               | Candidato               | Vice                      | 1º turno 7 de outubro de 2018 | 1º turno 7 de outubro de 2018 | 2º turno 28 de outubro de 2018 | 2º turno 28 de outubro de 2018 |
| Candidato               | Candidato               | Vice                      | Votação                       | Votação                       | Votação                        | Votação                        |
| Candidato               | Candidato               | Vice                      | Total                         | Percentual                    | Total                          | Percentual                     |
| ----------------------- | ----------------------- | ------------------------- | ----------------------------- | ----------------------------- | ------------------------------ | ------------------------------ |
|                         | Carlos Moisés PSL       | Daniela Reinehr PSL       | 1.071.406                     | 29,72%                        | 2.644.179                      | 71,09%                         |
|                         | Gelson Merisio PSD      | João Paulo Kleinübing DEM | 1.121.869                     | 31,12%                        | 1.075.242                      | 28,91%                         |
|                         | Mauro Mariani MDB       | Napoleão Bernardes PSDB   | 836.844                       | 23,21%                        | Não disputou                   | Não disputou                   |
|                         | Décio Lima PT           | Alcimar Oliveira PT       | 460.889                       | 12,78%                        | Não disputou                   | Não disputou                   |
|                         | Leonel Camasão PSOL     | Caroline Bellaguarda PCB  | 72.133                        | 2,00%                         | Não disputou                   | Não disputou                   |
|                         | Rogério Portanova REDE  | Regina Santos REDE        | 18.710                        | 0,52%                         | Não disputou                   | Não disputou                   |
|                         | Jessé Pereira PATRI     | Danny César Jumes PATRI   | 13.472                        | 0,37%                         | Não disputou                   | Não disputou                   |
|                         | Ingrid Assis PSTU       | Ederson da Silva PSTU     | 9.944                         | 0,28%                         | Não disputou                   | Não disputou                   |
| Total de votos válidos  | Total de votos válidos  | Total de votos válidos    | 3.605.267                     | 85%                           | 3.605.267                      | 85%                            |
| Votos em branco         | Votos em branco         | Votos em branco           | 260.484                       | 6.14%                         | 260.484                        | 6.14%                          |
| Votos nulos             | Votos nulos             | Votos nulos               | 375.916                       | 8.86%                         | 375.916                        | 8.86%                          |
| Votos anulados          | Votos anulados          | Votos anulados            | 0                             | 0%                            | 0                              | 0%                             |
| Total                   | Total                   | Total                     | 4.241.667                     | 83.69%                        | 4.241.667                      | 83.69%                         |
| Abstenção               | Abstenção               | Abstenção                 | 826.754                       | 16.31%                        | 826.754                        | 16.31%                         |
| Eleitores aptos a votar | Eleitores aptos a votar | Eleitores aptos a votar   | 5.068.421                     | 100%                          | 5.068.421                      | 100%                           |

#### Esquema gráfico
| Primeiro turno - Esquema Gráfico | Primeiro turno - Esquema Gráfico | Primeiro turno - Esquema Gráfico | Primeiro turno - Esquema Gráfico | Primeiro turno - Esquema Gráfico |
| -------------------------------- | -------------------------------- | -------------------------------- | -------------------------------- | -------------------------------- |
|                                  |                                  |                                  |                                  |                                  |
| Gelson Merísio                   | Gelson Merísio                   |                                  | 31,12%                           | 31,12%                           |
| Carlos Moisés                    | Carlos Moisés                    |                                  | 29,72%                           | 29,72%                           |
| Mauro Mariani                    | Mauro Mariani                    |                                  | 23,21%                           | 23,21%                           |
| Décio Lima                       | Décio Lima                       |                                  | 12,78%                           | 12,78%                           |
| Leonel Camasão                   | Leonel Camasão                   |                                  | 2%                               | 2%                               |
| Rogério Portanova                | Rogério Portanova                |                                  | 0,52%                            | 0,52%                            |
| Jessé Pereira                    | Jessé Pereira                    |                                  | 0,37%                            | 0,37%                            |
| Ingrid Assis                     | Ingrid Assis                     |                                  | 0,28%                            | 0,28%                            |
| Brancos e Nulos                  | Brancos e Nulos                  |                                  | 8,79%                            | 8,79%                            |
| Abstenções                       | Abstenções                       |                                  | 20,33%                           | 20,33%                           |

| Segundo turno - Esquema Gráfico | Segundo turno - Esquema Gráfico | Segundo turno - Esquema Gráfico | Segundo turno - Esquema Gráfico | Segundo turno - Esquema Gráfico |
| ------------------------------- | ------------------------------- | ------------------------------- | ------------------------------- | ------------------------------- |
|                                 |                                 |                                 |                                 |                                 |
| Carlos Moisés                   | Carlos Moisés                   |                                 | 71,09%                          | 71,09%                          |
| Gelson Merísio                  | Gelson Merísio                  |                                 | 28,91%                          | 28,91%                          |
| Brancos e Nulos                 | Brancos e Nulos                 |                                 | 8,86%                           | 8,86%                           |
| Abstenções                      | Abstenções                      |                                 | 16,31%                          | 16,31%                          |

### Senado
Segundo o Tribunal Superior Eleitoral houve 6.530.439 votos nominais (76,98%), 772.905 votos em branco (9,11%) e 1.172.937 votos nulos (13,83%) calculados sobre um total de 4.241.667 eleitores que nesta eleição, tinham o direito de votar em dois senadores. O número de abstenções foi de 826.7540 (16,31%).
| Candidato               | Candidato               | Suplente                                     | 1º turno 7 de outubro de 2018 | 1º turno 7 de outubro de 2018 |
| Candidato               | Candidato               | Suplente                                     | Votação                       | Votação                       |
| Candidato               | Candidato               | Suplente                                     | Total                         | Percentual                    |
| ----------------------- | ----------------------- | -------------------------------------------- | ----------------------------- | ----------------------------- |
|                         | Esperidião Amin PP      | Geraldo Althoff PSD Denise Santos PSD        | 1.226.064                     | 18,78%                        |
|                         | Jorginho Mello PR       | Ivete da Silveira MDB Beto Martins PSDB      | 1.179.757                     | 18,07%                        |
|                         | Lucas Esmeraldino PSL   | Marcelo Brigadeiro PSL Marco de Carvalho PSL | 1.161.662                     | 17,79%                        |
|                         | Raimundo Colombo PSD    | Jandir Bellini PP Narcizo Parisotto PSC      | 999.043                       | 15,30%                        |
|                         | Paulo Bauer PSDB        | Casildo Maldaner MDB Sandro Giassi PSDB      | 802.037                       | 12,28%                        |
|                         | Ideli Salvatti PT       | Mariluci Deschamps PT Derci Pasqualotto PT   | 336.449                       | 5,15%                         |
|                         | Lédio Andrade PT        | Vanio dos Santos PT Írio Correia PT          | 327.226                       | 5,01%                         |
|                         | Roberto Salum PMN       | Airton Zanella PMN Ailson Barroso PATRI      | 246.686                       | 3,78%                         |
|                         | Miriam Prochnow REDE    | Nelson Zunino REDE Margarete Cecconi REDE    | 84.486                        | 1,29%                         |
|                         | Pedro Cabral PSOL       | Francisco Cordeiro PSOL Robson Ceron PSOL    | 63.523                        | 0,97%                         |
|                         | Antônio Campos PSOL     | Ademir Kuhn PSOL Dilene Trevisol PSOL        | 51.191                        | 0,78%                         |
|                         | Diego Mezzogiorno REDE  | Heli Schlickmann REDE Alexandre Lemos REDE   | 38.470                        | 0,59%                         |
|                         | Ricardo Lautert PSTU    | Roque Pegoraro PSTU Pedro Rogel PSTU         | 13.845                        | 0,21%                         |
| Total de votos válidos  | Total de votos válidos  | Total de votos válidos                       | 3.605.267                     | 85%                           |
| Votos em branco         | Votos em branco         | Votos em branco                              | 260.484                       | 6.14%                         |
| Votos nulos             | Votos nulos             | Votos nulos                                  | 375.916                       | 8.86%                         |
| Votos anulados          | Votos anulados          | Votos anulados                               | 0                             | 0%                            |
| Total                   | Total                   | Total                                        | 4.241.667                     | 83.69%                        |
| Abstenção               | Abstenção               | Abstenção                                    | 826.754                       | 16.31%                        |
| Eleitores aptos a votar | Eleitores aptos a votar | Eleitores aptos a votar                      | 5.068.421                     | 100%                          |

| \| Senado - Esquema Gráfico \| Senado - Esquema Gráfico \| Senado - Esquema Gráfico \| Senado - Esquema Gráfico \| Senado - Esquema Gráfico \| \| ------------------------ \| ------------------------ \| ------------------------ \| ------------------------ \| ------------------------ \| \| \| \| \| \| \| \| Amin \| Amin \| \| 18,78% \| 18,78% \| \| Mello \| Mello \| \| 18,07% \| 18,07% \| \| Esmeraldino \| Esmeraldino \| \| 17,79% \| 17,79% \| \| Colombo \| Colombo \| \| 15,30% \| 15,30% \| \| Bauer \| Bauer \| \| 12,28% \| 12,28% \| \| Salvatti \| Salvatti \| \| 5,15% \| 5,15% \| \| Rosa \| Rosa \| \| 5,01% \| 5,01% \| \| Salum \| Salum \| \| 3,78% \| 3,78% \| \| Prochnow \| Prochnow \| \| 1,29% \| 1,29% \| \| Cabral \| Cabral \| \| 0,97% \| 0,97% \| \| Campos \| Campos \| \| 0,78% \| 0,78% \| \| Mezzogiorno \| Mezzogiorno \| \| 0,59% \| 0,59% \| \| Lautert \| Lautert \| \| 0,21% \| 0,21% \| \| Brancos e Nulos \| Brancos e Nulos \| \| 21,94% \| 21,94% \| \| Abstenção \| Abstenção \| \| 16,31% \| 16,31% \| |                 |  |        |        |
| Senado - Esquema Gráfico |                 |  |        |        |
| |                 |  |        |        |
| Amin | Amin            |  | 18,78% | 18,78% |
| Mello | Mello           |  | 18,07% | 18,07% |
| Esmeraldino | Esmeraldino     |  | 17,79% | 17,79% |
| Colombo | Colombo         |  | 15,30% | 15,30% |
| Bauer | Bauer           |  | 12,28% | 12,28% |
| Salvatti | Salvatti        |  | 5,15%  | 5,15%  |
| Rosa | Rosa            |  | 5,01%  | 5,01%  |
| Salum | Salum           |  | 3,78%  | 3,78%  |
| Prochnow | Prochnow        |  | 1,29%  | 1,29%  |
| Cabral | Cabral          |  | 0,97%  | 0,97%  |
| Campos | Campos          |  | 0,78%  | 0,78%  |
| Mezzogiorno | Mezzogiorno     |  | 0,59%  | 0,59%  |
| Lautert | Lautert         |  | 0,21%  | 0,21%  |
| Brancos e Nulos | Brancos e Nulos |  | 21,94% | 21,94% |
| Abstenção | Abstenção       |  | 16,31% | 16,31% |

### Deputado federal
Representação eleita - SC
  PSL: 4
  MDB: 3
  PT: 2
  PSD: 1
  NOVO: 1
  PP: 1
  PPS: 1
  PRB: 1
  PSB: 1
  PSDB: 1

| Nome             | Partido | Votação | Percentual |
| Hélio Costa      | PRB     | 179.307 | 5,05%      |
| Daniel Freitas   | PSL     | 142.571 | 4,02%      |
| Pedro Uczai      | PT      | 115.232 | 3,25%      |
| Caroline de Toni | PSL     | 109.363 | 3,08%      |
| Geovania de Sá   | PSDB    | 101.937 | 2,87%      |
| Carlos Chiodini  | MDB     | 97.613  | 2,75%      |
| Fabio Schiochet  | PSL     | 87.345  | 2,46%      |
| Angela Amin      | PP      | 86.189  | 2,43%      |
| Carmen Zanotto   | PPS     | 84.703  | 2,39%      |
| Celso Maldaner   | MDB     | 80.086  | 2,26%      |
| Rogério Peninha  | MDB     | 76.925  | 2,17%      |
| Ana Paula Lima   | PT      | 76.304  | 2,15%      |
| Darci de Matos   | PSD     | 68.130  | 1,92%      |
| Coronel Armando  | PSL     | 60.069  | 1,69%      |
| Rodrigo Coelho   | PSB     | 43.314  | 1,22%      |
| Gilson Marques   | NOVO    | 27.443  | 0,77%      |

### Assembleia Legislativa

#### Resultado por partido
Nas eleições estaduais de 2018, 40 deputados estaduais foram eleitos.
|                       |                                                |           |            |          |               |      |
| Partidos              | Partidos                                       | Votos     | % de votos | Assentos | % de assentos | +/–  |
| MDB                   | Movimento Democrático Brasileiro               | 619.681   | 16,92      | 9        | 22,50         | -1   |
| PSL                   | Partido Social Liberal                         | 553.121   | 15,10      | 6        | 15,00         | +6   |
| PSD                   | Partido Social Democrático                     | 418.273   | 11,42      | 5        | 12,50         | -4   |
| PT                    | Partido dos Trabalhadores                      | 326.608   | 8,92       | 4        | 10,00         | -1   |
| PP                    | Partido Progressista                           | 314.665   | 8,59       | 3        | 7,50          | -1   |
| PSB                   | Partido Socialista Brasileiro                  | 293.867   | 8,02       | 3        | 7,50          | +1   |
| PSDB                  | Partido da Social Democracia Brasileira        | 285.228   | 7,79       | 2        | 5,00          | -2   |
| PR                    | Partido da República                           | 193.090   | 5,27       | 3        | 7,50          | +1   |
| PDT                   | Partido Democrático Trabalhista                | 119.780   | 3,27       | 2        | 5,00          | +1   |
| DEM                   | Democratas                                     | 73.662    | 2,01       | 0        | 0             | -1   |
| PRB                   | Partido Republicano Brasileiro                 | 70.404    | 1,92       | 1        | 2,50          | +1   |
| PSOL                  | Partido Socialismo e Liberdade                 | 69.817    | 1,86       | 0        | 0             | –    |
| PODE                  | Podemos                                        | 66.391    | 1,81       | 0        | 0             | –    |
| PPS                   | Partido Popular Socialista                     | 43.668    | 1,19       | 0        | 0             | -1   |
| PSC                   | Partido Social Cristão                         | 42.160    | 1,15       | 1        | 2,50          | +1   |
| SD                    | Solidariedade                                  | 37.131    | 1,01       | 0        | 0             | –    |
| PCdoB                 | Partido Comunista do Brasil                    | 25.810    | 0,70       | 0        | 0             | -1   |
| REDE                  | Rede Sustentabilidade                          | 18.279    | 0,50       | 0        | 0             | Novo |
| PATRI                 | Patriota                                       | 17.732    | 0,48       | 0        | 0             | –    |
| PV                    | Partido Verde                                  | 17.428    | 0,48       | 1        | 2,50          | +1   |
| PTB                   | Partido Trabalhista Brasileiro                 | 15.912    | 0,43       | 0        | 0             | –    |
| PMN                   | Partido da Mobilização Nacional                | 13.236    | 0,36       | 0        | 0             | –    |
| PRP                   | Partido Republicano Progressista               | 12.656    | 0,35       | 0        | 0             | –    |
| PTC                   | Partido Trabalhista Cristão                    | 3.670     | 0,10       | 0        | 0             | –    |
| PROS                  | Partido Republicano da Ordem Social            | 3.279     | 0,09       | 0        | 0             | –    |
| PSTU                  | Partido Socialista dos Trabalhadores Unificado | 2.226     | 0,06       | 0        | 0             | –    |
| PHS                   | Partido Humanista da Solidariedade             | 1.864     | 0,05       | 0        | 0             | –    |
| PPL                   | Partido Pátria Livre                           | 1.688     | 0,05       | 0        | 0             | Novo |
| DC                    | Democracia Cristã                              | 1.393     | 0,04       | 0        | 0             | –    |
| PCB                   | Partido Comunista Brasileiro                   | 1.071     | 0,03       | 0        | 0             | –    |
| AVANTE                | Avante                                         | 683       | 0,02       | 0        | 0             | –    |
| PRTB                  | Partido Renovador Trabalhista Brasileiro       | 472       | 0,01       | 0        | 0             | –    |
| Votos nulos/brancos   | Votos nulos/brancos                            | 578.396   | –          | –        |               | –    |
| Total                 | Total                                          | 4.241.667 | 100        | 40       |               | 0    |
| Eleitores registrados | Eleitores registrados                          | 5.068.421 |            | –        |               | –    |

#### Votações nominais
| N.º | Deputado                | Partido | Votos nominais | Ref    |
| --- | ----------------------- | ------- | -------------- | ------ |
| 1   | Ricardo Alba            | PSL     | 62.762         | [ 24 ] |
| 2   | Luciane Carminatti      | PT      | 61.271         | [ 24 ] |
| 3   | Júlio Cesar Garcia      | PSD     | 57.772         | [ 24 ] |
| 4   | Ismael dos Santos       | PSD     | 54.165         | [ 24 ] |
| 5   | Ana Paula da Silva      | PDT     | 51.739         | [ 24 ] |
| 6   | Valdir Cobalchini       | MDB     | 49.355         | [ 24 ] |
| 7   | Felipe Estevão          | PSL     | 47.390         | [ 24 ] |
| 8   | Sergio Motta            | PRB     | 45.181         | [ 24 ] |
| 9   | Onir Mocellin           | PSL     | 45.086         | [ 24 ] |
| 10  | Fernando Krelling       | MDB     | 44.356         | [ 24 ] |
| 11  | Mauro de Nadal          | MDB     | 42.507         | [ 24 ] |
| 12  | Marlene Fengler         | PSD     | 41.684         | [ 24 ] |
| 13  | Volnei Weber            | MDB     | 41.353         | [ 24 ] |
| 14  | Vicente Caropreso       | PSDB    | 40.132         | [ 24 ] |
| 15  | Kennedy Nunes           | PSD     | 39.352         | [ 24 ] |
| 16  | José Milton Scheffer    | PP      | 39.196         | [ 24 ] |
| 17  | Jerry do Aldo           | MDB     | 39.131         | [ 24 ] |
| 18  | Neodi Saretta           | PT      | 39.036         | [ 24 ] |
| 19  | Jair Miotto             | PSC     | 38.554         | [ 24 ] |
| 20  | Laércio Schuster        | PSB     | 36.923         | [ 24 ] |
| 21  | Milton Hobus            | PSD     | 36.821         | [ 24 ] |
| 22  | Luiz Fernando Vampiro   | MDB     | 36.747         | [ 24 ] |
| 23  | Marcos Vieira           | PSDB    | 35.423         | [ 24 ] |
| 24  | Pedro Baldissera        | PT      | 35.184         | [ 24 ] |
| 25  | Sargento Lima           | PSL     | 35.053         | [ 24 ] |
| 26  | Ana Caroline Campagnolo | MDB     | 34.825         | [ 24 ] |
| 27  | Moacir Sopelsa          | MDB     | 34.722         | [ 24 ] |
| 28  | Ada de Luca             | MDB     | 34.501         | [ 24 ] |
| 29  | Nazareno Martins        | PSB     | 34.395         | [ 24 ] |
| 30  | Romildo Titon           | MDB     | 34.350         | [ 24 ] |
| 31  | Bruno Souza             | PSB     | 32.512         | [ 24 ] |
| 32  | Jessé Lopes             | PSL     | 31.595         | [ 24 ] |
| 33  | João Amin               | PP      | 31.396         | [ 24 ] |
| 34  | Altair Silva            | PP      | 30.497         | [ 24 ] |
| 35  | Marcius Machado         | PR      | 30.277         | [ 24 ] |
| 36  | Nilso Berlanda          | PR      | 28.975         | [ 24 ] |
| 37  | Rodrigo Minotto         | PDT     | 26.623         | [ 24 ] |
| 38  | Maurício Eskudlark      | PR      | 26.333         | [ 24 ] |
| 39  | Fabiano da Luz          | PT      | 18.474         | [ 24 ] |
| 40  | Ivan Naatz              | PV      | 14.685         | [ 24 ] |

## Pesquisas de intenção de voto

### Governo do Estado
| Período da pesquisa           | Instituto      | Margem de erro | Candidato            | Candidato           | Candidato       | Candidato           | Candidato           | Candidato                | Candidato           | Candidato             | Candidato             | Brancos ou Nulos | Nenhum ou Não sabe |
| Período da pesquisa           | Instituto      | Margem de erro | Gelson Merisio (PSD) | Mauro Mariani (MDB) | Décio Lima (PT) | Ângelo Castro (PCO) | Ingrid Assis (PSTU) | Rogério Portanova (REDE) | Carlos Moisés (PSL) | Jessé Pereira (PATRI) | Leonel Camasão (PSOL) | Brancos ou Nulos | Nenhum ou Não sabe |
| ----------------------------- | -------------- | -------------- | -------------------- | ------------------- | --------------- | ------------------- | ------------------- | ------------------------ | ------------------- | --------------------- | --------------------- | ---------------- | ------------------ |
| 10/08 a 15 de agosto de 2018  | Instituto Mapa | ±3,1%          | 12,1%                | 17,6%               | 12,6%           | 2,6%                | 2,9%                | 1,6%                     | 2,7%                | 0,0%                  | 2,0%                  | 19,6%            | 26,3%              |
| 14/08 a 16 de agosto de 2018  | Ibope          | ±3%            | 6%                   | 11%                 | 16%             | 4%                  | 2%                  | 2%                       | 1%                  | 1%                    | 0%                    | 34%              | 23%                |
| 01/09 a 3 de setembro de 2018 | Grupo RIC      | ±3%            | 18%                  | 20%                 | 16%             | 1%                  | 1%                  | 1%                       | 5%                  | 1%                    | 0%                    | 12%              | 25%                |

### Senado Federal
Levando em conta que para o senado o eleitor irá votar duas vezes, as pesquisas possuem um universo de 200%.
| Período da pesquisa           | Instituto      | Margem de erro | Candidato              | Candidato            | Candidato          | Candidato           | Candidato           | Candidato           | Candidato             | Candidato           | Candidato             | Candidato               | Candidato       | Candidato              | Candidato                | Candidato              | Brancos ou Nulos | Nenhum ou Não sabe |
| Período da pesquisa           | Instituto      | Margem de erro | Raimundo Colombo (PSD) | Esperidião Amin (PP) | Paulo Bauer (PSDB) | Jorginho Mello (PR) | Ideli Salvatti (PT) | Roberto Salum (PMN) | Antônio Campos (PSOL) | Pedro Cabral (PSOL) | Andréa Carvalho (PCO) | Lucas Esmeraldino (PSL) | Lédio Rosa (PT) | Ricardo Lautert (PSTU) | Diego Mezzogiorno (REDE) | Miriam Prochnow (REDE) | Brancos ou Nulos | Nenhum ou Não sabe |
| ----------------------------- | -------------- | -------------- | ---------------------- | -------------------- | ------------------ | ------------------- | ------------------- | ------------------- | --------------------- | ------------------- | --------------------- | ----------------------- | --------------- | ---------------------- | ------------------------ | ---------------------- | ---------------- | ------------------ |
| 10/08 a 15 de agosto de 2018  | Instituto Mapa | ±3,1%          | 17,0%                  | 16,6%                | 10,8%              | 5,2%                | 4,1%                | 2,0%                | 1,7%                  | 1,9%                | 1,2%                  | 1,7%                    | 1,9%            | 0,4%                   | 0,8%                     | 0,7%                   | 15,0%            | 19,0%              |
| 14/08 a 16 de agosto de 2018  | Ibope          | ±3%            | 27%                    | 23%                  | 19%                | 8%                  | 7%                  | 6%                  | 5%                    | 5%                  | 4%                    | 3%                      | 2%              | 2%                     | 1%                       | 1%                     | 38%              | 49%                |
| 01/09 a 3 de setembro de 2018 | Grupo RIC      | ±3%            | 29%                    | 31%                  | 24%                | 6%                  | 6%                  | 7%                  | 3%                    | 3%                  | 1%                    | 4%                      | 3%              | 0%                     | 1%                       | 1%                     | 24%              | 57%                |

## Debates

### 1º turno
| Data                  | Organizador (es) | Mediador (es)  | Gelson Merisio (PSD) | Mauro Mariani (MDB) | Décio Lima (PT) | Carlos Moisés (PSL) | Leonel Camasão (PSOL) | Jessé Pereira (PATRI) | Rogério Portanova (REDE) | Ângelo Castro (PCO) | Ingrid Assis (PSTU) |
| --------------------- | ---------------- | -------------- | -------------------- | ------------------- | --------------- | ------------------- | --------------------- | --------------------- | ------------------------ | ------------------- | ------------------- |
| 17 de agosto de 2018  | SCC TV           | Prisco Paraíso | Presente             | Presente            | Presente        | Presente            | Presente              | Presente              | Não Convidado            | Não Convidado       | Não Convidado       |
| 1 de setembro de 2018 | Rádio Difusora   | Rafael Matos   | Ausente              | Ausente             | Presente        | Presente            | Presente              | Ausente               | Presente                 | Ausente             | Ausente             |